# Aeroportul Lahr
Aeroportul Lahr (IATA: LHA, ICAO: EDTL) este un aeroport din Lahr/Schwarzwald, Ortenaukreis, Regiunea administrativă Freiburg, Baden-Württemberg, Germania ce deservește zona Lahr/Schwarzwald. A fost deschis în 1996 și numit după zona deservită.
Situat la o altitudine de 156 m, aeroportul dispune de 1 pistă.

## Infrastructură

### Piste
Aeroportul dispune de o singură pistă. Pista 03/21 are suprafața de beton și dimensiunile 3.000 m × 45 m. 